# Liorhina undulans
Liorhina undulans är en insektsart som beskrevs av Hamilton 1980. Liorhina undulans ingår i släktet Liorhina och familjen spottstritar. Inga underarter finns listade i Catalogue of Life.